# Annemie Neyts-Uyttebroeck
Anne-Marie (Annemie) Cécile J. Neyts-Uyttebroeck (ur. 17 czerwca 1944 w Elsene) – belgijska i flamandzka polityk, filolog i dziennikarka, posłanka do Parlamentu Europejskiego IV, VI, VII i VIII kadencji.

## Życiorys
Studiowała na Wolnym Uniwersytecie w Brukseli, gdzie ukończyła filologię romańską, a także dziennikarstwo. Pracowała m.in. jako nauczycielka języka francuskiego. Od połowy lat 80. pełniła kierownicze funkcje w kolejnych liberalnych ugrupowaniach flamandzkich, w latach 1985–1989 była przewodniczącą Partii na rzecz Wolności i Postępu.
Pomiędzy 1981 a 2004 w różnych okresach sprawowała mandat radnej Brukseli, a także flamandzkiej Rady Regionalnej i federalnej Izby Reprezentantów. Zajmowała stanowiska w rządzie regionalnym Brukseli jako minister ds. finansów (od 1999 do 2000) i w rządzie krajowym jako wiceminister spraw zagranicznych (od 2001 do 2003).
W latach 1994–1999 po raz pierwszy zasiadała w Parlamencie Europejskim, pełniąc funkcję wiceprzewodniczącej grupy liberałów, demokratów i reformatorów. W 2004 powróciła do sprawowania mandatu eurodeputowanej. W wyborach w 2009 z listy Flamandzkich Liberałów i Demokratów skutecznie ubiegała się o reelekcję. Zasiadła w grupie Porozumienia Liberałów i Demokratów na rzecz Europy, Komisji Spraw Zagranicznych oraz Podkomisji Bezpieczeństwa i Obrony. W 2014 została wybrana na kolejną kadencję Europarlamentu, złożyła jednak mandat ze skutkiem na koniec tegoż roku.
W latach 2005–2011 kierowała Partią Europejskich Liberałów, Demokratów i Reformatorów.
Została odznaczona m.in. Orderem Leopolda IV i III klasy oraz Legią Honorową V klasy.